# Neivamyrmex pullus
Neivamyrmex pullus é uma espécie de formiga do gênero Neivamyrmex.